# Bécsi béke (1864)

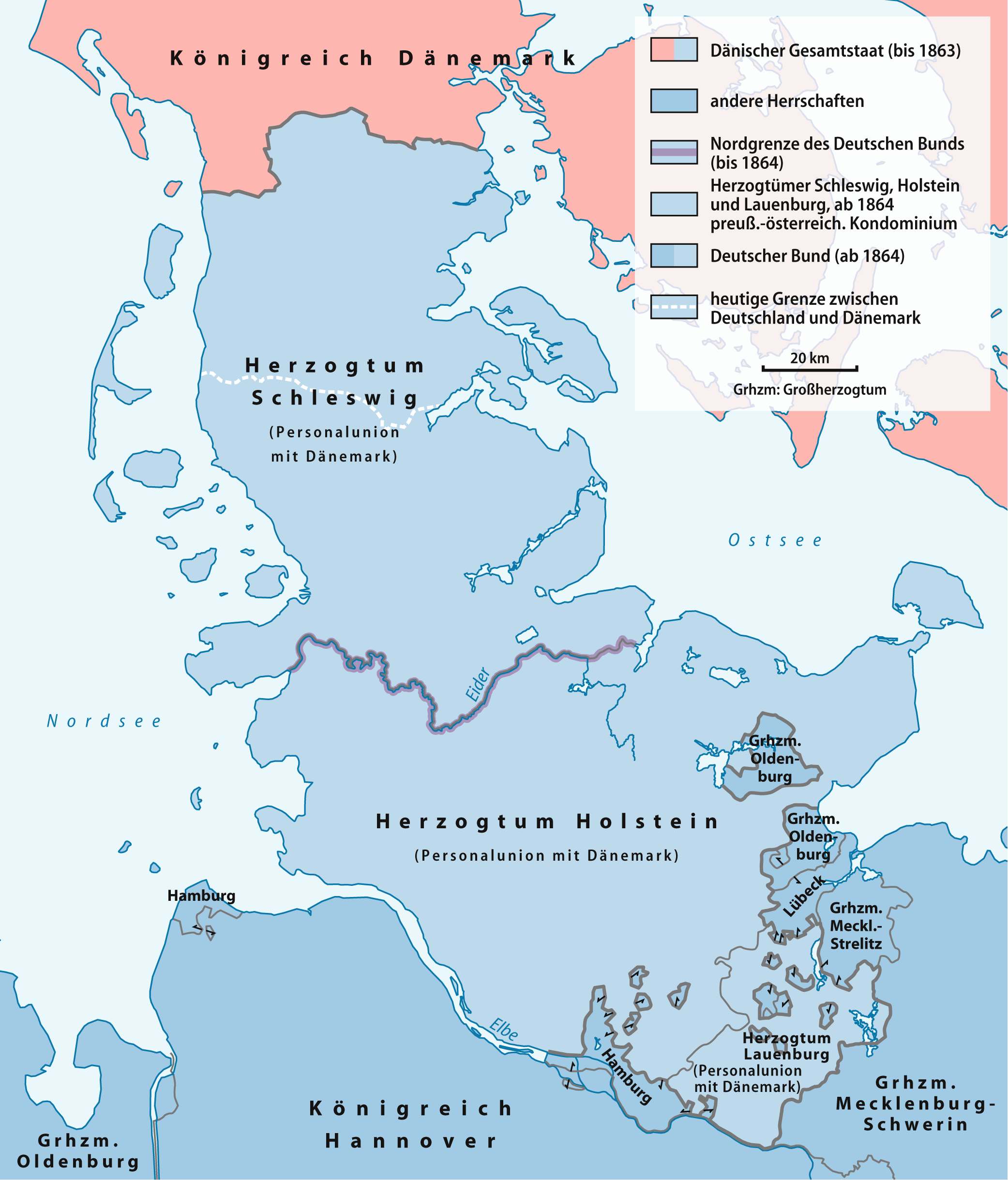
Az 1864-es bécsi béke nyomán létrejött területváltozások

A bécsi béke (1864): Dánia és az osztrák–porosz szövetség között 1864. október 30-án létrejött békeszerződés, amely a porosz–osztrák–dán háború (a második schleswig-holsteini háború) lezárása volt.

## Előzményei
1864 elején a Dán Királyság annektálta Schleswig-Holstein német tartományokat, hivatkozva arra, hogy azok már 1460 óta perszonálunióban álltak az országgal. Ausztria és Poroszország hadat üzent neki, de a szárazföldi dán haderővel folytatott harcokat lényegében csak a császári csapatok vívták az egész háború alatt. 
Ausztria a német kikötők felmentésére egy hajórajt küldött ki Wilhelm von Tegetthoff sorhajókapitány parancsnoksága alatt, amely sikeresen ténykedett a túlerőben lévő dán királyi hadiflotta ellenében. (Részletesen lásd: itt).

## A békeszerződés tartalma
A békeszerződésben IX. Keresztély dán király lemondott a két tartományról a győztes Porosz Királyság javára, cserébe visszakapta az osztrákok által elfoglalt dán területeket.